# Mycothyridium lividum
Mycothyridium lividum är en svampart som först beskrevs av Christiaan Hendrik Persoon, och fick sitt nu gällande namn av Franz Petrak 1962. Mycothyridium lividum ingår i släktet Mycothyridium, klassen Dothideomycetes, divisionen sporsäcksvampar och riket svampar.   Inga underarter finns listade i Catalogue of Life.